# Tuğra
Tuğra je kaligrafski amblem ili potpis sultana Osmanskog Carstva koji se nalazio na svim službenim dokumentima i prepiscima. Također je bila urezana na njegov pečat i utisnuta na novčiće iskovane tokom njegove vladavine. Tuğra bi bila oblikovana početkom sultanove vladavine i dvorski kaligraf bi je iscrtavao na pisane dokumente. Prva tuğra je pripadala sultanu Orhanu I. (vl. 1324. – 1359.), drugom vladaru Osmanskog Carstva. Ona se zatim razvijala i dostigla klasičan oblik tugrom sultana Sulejmana Veličanstvenog (vl. 1520. – 1566.). Tuğre su imale sličnu funkciju kao kartuša u starom Egiptu. Svaki osmanlijski sultan imao je vlastitu tuğru.
Tugra je bila službenim sultanov monogram. Njime je potvrđivao npr. fermane.

## Vizualni elementi tugre
Tuğra ima karakterističnu formu: dvije petlje na lijevoj strani, tri okomite crte u sredini, odozdo ispis u vidu stoga i dva produžetka s desne strane. Svaki element ima svojstveno značenje, a zajedno čine oblik koji se lako prepoznaje kao tugra.
Sultanovo ime se ispisuje u donjem dijelu, koji se zove sere. U prvom razdoblju ovo je moglo biti jednostavno kao “Orhan, sin Osmanov” u prvoj tugri iz 1326. U sljedećim razdobljima imenu nosioca i njegovog oca se dodaju i počasne titule i molitve.
Petlje na lijevoj strani tugre se zovu beyze, od arapske riječi za jaje. Neka tumačenja tvrde da su beyze predstavljale dva mora nad kojima su vladali sultani: vanjska, veća, petlja za Sredozemno more i unutrašnja, manja, za Crno more.
Okomite crte na vrhu tugre se zovu tuğ, tj. "stijeg za zastavu". Tri tuga označavaju nezavisnost. Linije S-oblika koje prelaze preko tugova se zovu zülfe i one, uz vrhove tugova koji također gledaju udesno, označavaju vjetrove koji pušu s istoka na zapad, što je tradicionalan pravac kretanja Osmanlija.
Crte na desnoj strani tuğre se zovu hançer i označavaju mač (handžar), simbol vlasti, moći i snage.